# Mageia
Mageia ist eine Linux-Distribution, die im September 2010 als Abspaltung von Mandriva Linux ins Leben gerufen wurde. Der Name nach griechisch μαγεία bedeutet „Magie“.
Im Juni 2011 arbeiteten über 100 Personen, organisiert in mehr als 10 Teams, innerhalb der internationalen Mageia-Community an der Entwicklung. Träger des Projekts ist eine Non-Profit-Organisation, die von gewählten Mitgliedern geleitet wird.

## Geschichte
Die französische Firma Mandriva S.A., welche die Distribution Mandriva vertrieb, hatte in der Vergangenheit einige finanzielle Unsicherheiten, und auch die Zukunft von Mandriva selbst erschien ungewiss. Nach der Auflösung der zur Mandriva S.A. gehörenden Tochterfirma Edge-IT beschloss eine Gruppe ehemaliger Angestellter, zusammen mit einem Teil der Community einen Fork der Distribution zu erstellen, welcher nicht von einer Firma abhängig sein sollte. Man entschied sich für den Namen Mageia.
Am 18. September 2010 wurde die Gründung von Mageia als eigenständiger Fork von Mandriva öffentlich angekündigt. Gleichzeitig wurde die Non-Profit-Organisation Mageia.Org gegründet, die die neue Distribution verwalten und koordinieren soll. Die Leitung der Non-Profit-Organisation übernimmt eine gewählte Gruppe aus der Community, wobei die Leitung jährlich neu gewählt wird.
Nachdem es bereits im Vorfeld mehrere Vorschläge zum Logo für Mageia gegeben hatte, wurden die Grundsätze zum Aussehen des Logos veröffentlicht. Zwischen September und November 2010 wurden insgesamt 430 Vorschläge von 113 Künstlern eingereicht und nach mehreren Auswahlverfahren mit Einbezug der Community entschied man sich für das Logo von Olivier Faurax. Seit der Veröffentlichung von Mageia 3 wird das Logo in einer etwas überarbeiteten Form verwendet.
Die erste Mageia-Version wurde am 1. Juni 2011 veröffentlicht.

### Einbruch in Anmeldedienst
Am 20. Februar 2018 gaben die Entwickler bekannt, dass sich eine unberechtigte Person Zugang zum Server des Anmeldedienstes „Mageia Identity“ verschafft und persönliche Nutzerdaten veröffentlicht hat. Eine Überprüfung der Datensätze ergab zwar Unstimmigkeiten bei den Hashes der Passwörter, Benutzernamen und E-Mail-Adressen waren jedoch authentisch. Die Administratoren reagierten mit einem Reset aller Passwörter und kündigten an, zusätzliche Regeln in das System einzubauen.

## Besonderheiten der Distribution
Die Distribution soll vor allem eine niedrige Einstiegsschwelle bieten und stellt zu diesem Zweck Werkzeuge zur Systemkonfiguration zur Verfügung, die in ähnlicher Form bereits in Mandriva vorhanden sind. So bietet das integrierte „Mageia-Kontrollzentrum“ eine zentrale grafische Oberfläche zur Verwaltung der Hardware des Systems sowie zur Installation, Aktualisierung und Deinstallation von Software.

### Desktop-Umgebungen
Mageia bietet verschiedene Desktop-Umgebungen zur Auswahl. Als Vorauswahl der Desktop-Umgebung werden KDE Plasma 5 und Gnome angeboten, welche auch, neben Xfce, als Live ISOs zum Testen verfügbar sind. Die zusätzlich vorhandenen, reinen Installationsmedien, bieten, neben den bereits genannten, eine Auswahl an weiteren Desktop-Umgebungen. Zu diesen Desktop-Umgebungen gehören MATE, Cinnamon, LXDE, LXQt (welche Razor-qt seit Mageia 5 ersetzt), Enlightenment (E17), Openbox, WindowMaker, Fluxbox, Fvwm2 und IceWM.

### Paketverwaltung
Mageia nutzt zum Installieren von RPM-Paketen als Standard-Paketverwaltung urpm, welches Abhängigkeiten selbstständig auflöst und auch zum Aktualisieren des Systems dient.
Die zur Verfügung stehende Auswahl an Software ist in folgende Repositorys unterteilt:
- Core – Enthält ausschließlich Freie Software
- Nonfree – Enthält kostenlose, aber proprietäre Software – hauptsächlich Treiber von Hardware-Herstellern.
- Tainted – Enthält problematische Software, die zwar teilweise auch unter freier Lizenz steht, allerdings möglicherweise Patente und/oder Urheberrechtsgesetze in einigen Ländern verletzen könnte. Tainted ist daher standardmäßig deaktiviert.

Ab Version 6 wird auch DNF (inkl. neuer grafischer Oberfläche dnfdragora) unterstützt. Auch Fedora COPR und der openSUSE Build Service wird unterstützt.

### Veröffentlichungszyklen, Unterstützung und Pläne
Es ist geplant, alle neun Monate eine neue Version zu veröffentlichen. Diese soll dann 18 Monate lang unterstützt werden.
Ein Update von der jeweiligen Vorversion auf eine neuere Version (z. B. von 5 auf 6) wird über die Installationsmedien unterstützt.
Eine Portierung auf die ARM-Architektur, für Geräte wie den Raspberry Pi 2, ist in Arbeit.

### Boot- und Installationsmöglichkeiten
- Die DVD-ISO und die Dual-arch-ISO mit Benutzung des DrakX-Installers.
- Eine Live-Version zum Testen des Systems, die auf die Festplatte installiert werden kann.
- Netzwerkinstallation-ISO, bei der das komplette System von einem Mageia Spiegelserver oder einer eigenen Installationsquelle heruntergeladen wird.

## Versionen
| Version | Veröffentlichung | Kernelversion | Anmerkung |
| --- | ---------------- | ------------- | --- |
| 1 | 1. Juni 2011     | 2.6.38        | erste Version nach der Abspaltung von Mandriva Linux                                                                                 |
| 2 | 22. Mai 2012     | 3.3.6         | zweite Version |
| 3 | 19. Mai 2013     | 3.8.13        | dritte Version |
| 4 | 1. Februar 2014  | 3.12.8        | vierte Version |
| 4.1 | 20. Juni 2014    | 3.12.21       | Wartungsversion mit Aktualisierung der Installationsmedien                                                                           |
| 5 | 19. Juni 2015    | 3.19.8        | fünfte Version, u. a. mit Unterstützung für UEFI                                                                                     |
| 5.1 | 2. Dezember 2016 | 4.4.32        | Wartungsversion mit Aktualisierung der Installationsmedien                                                                           |
| 6 | 16. Juli 2017    | 4.9.35        | sechste Version, Unterstützung von DNF, Umstellung auf KDE Plasma 5                                                                  |
| 6.1 | 5. Oktober 2018  | 4.14.70       | Wartungsversion mit Aktualisierung der Installationsmedien                                                                           |
| 7.0 | 1. Juli 2019     | 5.1.14        | |
| 7.1 | 16. Juli 2019    | 5.1.14        | neues Sets von Installationsmedien zur Behebung von Problemen bei der Neuinstallation im Zusammenhang mit AMD-Ryzen-3000-Prozessoren |
| 8.0 | 26. Februar 2021 | 5.10.16       | Unterstützung der ARM-Plattform |
| 9.0 | 27. August 2023  | 6.4.9         | |
| Legende:Ältere Version; nicht mehr unterstütztÄltere Version; noch unterstütztAktuelle VersionZukünftige Version |                  |               | |

## Verbreitung
Mageia war bei Distrowatch im Jahr 2012 auf Platz zwei, 2013 auf Platz vier und 2014 auf Platz sechs der aufgerufenen Distributionsseiten. Im Dezember 2019 rangierte die Distribution nur noch auf Platz 21. Im Februar 2022 belegte die Distribution Platz 47.
Auf den Coverdiscs 148, 160 und 173 der englischen Zeitschrift Linux Format wurde sie mit ausgeliefert.
In der Ausgabe 03/2015 war Mageia 5 in der EasyLinux als DVD-Beilage erhältlich.